# Faro Buen Tiempo
El Faro Buen Tiempo es un faro no habitado de la Armada Argentina que se encuentra en la ubicación 51°32′00″S 68°57′00″O / -51.53333, -68.95000 sobre el Cabo Buen Tiempo al norte de la ciudad de Río Gallegos, en el Departamento Güer Aike, en la Provincia de Santa Cruz, Patagonia Argentina.
El faro se halla emplazado sobre el cabo del mismo nombre que tiene 105 metros de elevación. Se trata de una torre de forma prismática, construida en hierro, con plataforma, barandilla y garita. Su altura es de 9 metros y está pintada totalmente de negro, alimentada mediante energía solar fotovoltaica, con paneles solares y baterías que le dan un alcance óptico de 13,7 millas náuticas.

## Historia del Faro
La construcción del faro fue un proyecto original de la División de Hidrografía, Faros y Balizas que el día 16 de julio de 1915 propone su construcción, siendo aprobado al poco tiempo (17 de julio). El balizador A.R.A. Alférez Mackinlay zarpó el 26 de enero de 1917 del puerto de Buenos Aires fondeando en Punta Loyola el 9 de febrero de 1917. Transportaba la estructura de hierro que había sido construida en los talleres Vasena en Buenos Aires. A cargo de la operación estaba el Teniente de Navío Julián Fablet con una dotación de 15 hombres de la sección de Hidrografía, Faros y Balizas y personal de a bordo. Las obras de construcción se llevaron a cabo entre los días 20 de febrero y 22 de marzo de 1917.
Se eligió una zona del Cabo que tenía entre 105 y 138 m de altura. La base se hizo de hormigón. El Faro es una torre octogonal de 6,48m de altura con ocho columnas y un tubo central trabados por diagonales radiales y perimetrales en dos secciones. Desde el suelo hasta el sombrerito de la cúpula tiene 10,5m de altura. La columna central es un tubo cilíndrico de 216mm de diámetro. La garita tiene 3,9m de alto hasta el sombrerito que corona la estructura.
La altura del plano focal es de 8,50/60m contando con un destellador tipo KKL 240 y un reductor tipo T130. Al pie se encuentra la casilla de acumuladores. Tiene un sector de luz de 246º desde 165º a 051º. La pintura original en el exterior era negra con un gris plomo para el interior de la casilla y blanco para el interior de la garita. La luz blanca era alimentada a gas acetileno, siendo a destellos su emisión. El aparato óptico es catadióptico de IIIer orden con una distancia focal de 400 m/m y un alcance luminoso de 21 millas. El faro fue librado al servicio el 8 de abril de 1917.